# Brices Creek
Brices Creek és una concentració de població designada pel cens dels Estats Units a l'estat de Carolina del Nord. Segons el cens del 2007 tenia 2.173 habitants.

## Demografia
Segons el cens del 2000, Brices Creek tenia 2.060 habitants, 765 habitatges i 631 famílies. La densitat de població era de 100,2 habitants per km².
Dels 765 habitatges en un 37,9% hi vivien nens de menys de 18 anys, en un 77,4% hi vivien parelles casades, en un 3,5% dones solteres, i en un 17,4% no eren unitats familiars. En el 14,8% dels habitatges hi vivien persones soles el 4,6% de les quals corresponia a persones de 65 anys o més que vivien soles. El nombre mitjà de persones vivint en cada habitatge era de 2,68 i el nombre mitjà de persones que vivien en cada família era de 2,98.
Per edats la població es repartia de la següent manera: un 26,1% tenia menys de 18 anys, un 4,7% entre 18 i 24, un 27,8% entre 25 i 44, un 31,3% de 45 a 60 i un 10,1% 65 anys o més.
L'edat mediana era de 41 anys. Per cada 100 dones de 18 o més anys hi havia 99,2 homes.
La renda mediana per habitatge era de 61.182 $ i la renda mediana per família de 65.833 $. Els homes tenien una renda mediana de 51.347 $ mentre que les dones 26.554 $. La renda per capita de la població era de 22.115 $. Cap de les famílies i el 0,9% de la població estaven per davall del llindar de pobresa.

## Poblacions més properes
El següent diagrama mostra les poblacions més properes.